# Pietro Antonio Novelli (pittore 1568)
Pietro Antonio Novelli (Monreale, 1568 – Monreale, 6 maggio 1625) è stato un pittore, incisore, mosaicista e indoratore italiano.

## Biografia
La famiglia Novelli si stabilì a Monreale nel 1510.
Pietro Antonio Novelli era in contatto con pittori fiamminghi che popolavano lo scenario artistico del Regno di Sicilia in epoca spagnola ed era introdotto nell'ambiente aristocratico palermitano. Soggiornò a Roma, dove è documentato nel 1593 e nel 1594.
Nel 1595 è nominato nei registri della maramma della cattedrale per ricoprire la carica di «Capo maestro del Duomo» di Monreale e contrarre matrimonio. 
Immediatamente successiva al suo rientro dal viaggio in continente si ritiene la tela raffigurante San Castrense e il vescovo Ludovico de Torres custodito in cattedrale, opera citata nel 1602 – ma senza esplicito riferimento alla mano del pittore – nel contratto di commissione di una Madonna del Popolo.
1614 - 1616, Madonna delle Grazie: sono documentate almeno 40 commissioni di altrettanti lavori fatti in serie col medesimo soggetto dal sacerdote Geronimo Brignone, procuratore della venerabile Compagnia dell'Immacolata Concezione della chiesa di San Francesco d'Assisi li Chiovara di Palermo. Dipinti realizzati su "Balata di Genua", ovvero su lastra di ardesia, seguendo con scrupolo le direttive del committente, rintracciati ad Aidone, Caltanissetta, Castelvetrano, Cefalù, Cerami, Licata, Modica, Sclafani Bagni.

## Opere

### Aidone
- 1616 c., Madonna delle Grazie, olio su ardesia, opera custodita nella chiesa di Maria Santissima delle Grazie.

### Caltanissetta
- 1617, Madonna delle Grazie, dipinto su ardesia, opera custodita sull'altare maggiore della chiesa di Santa Maria delle Grazie già convento degli Agostiniani Scalzi - Istituto Maddalena Calafato.

### Castellammare del Golfo

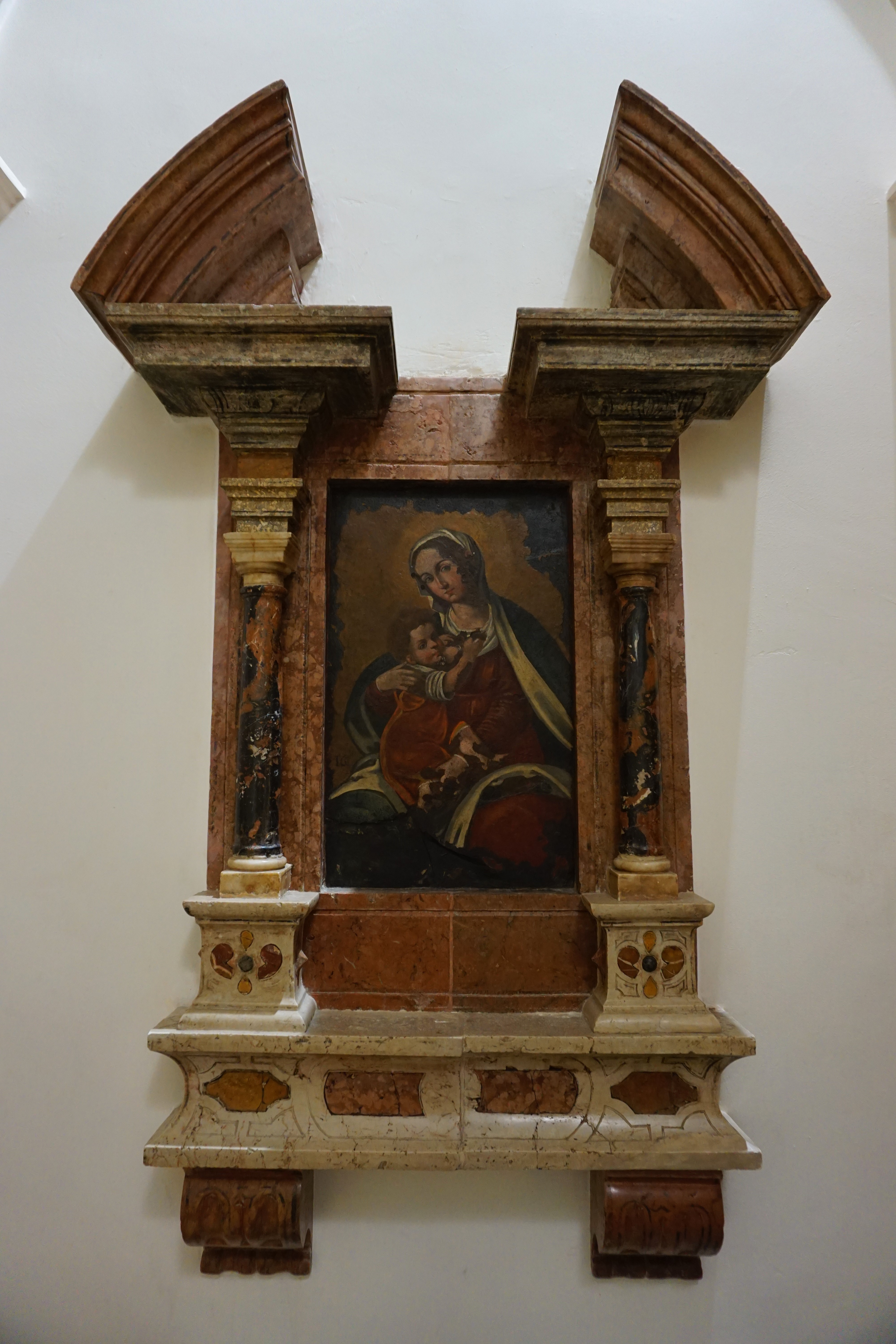
La Vergine delle Grazie (XVII secolo, Chiesa della Madonna delle Grazie

- XVIII secolo La Vergine Maria con in braccio il bambin Gesù, opera su lavagna conservata all'interno della Chiesa della Madonna delle Grazie.

### Castelvetrano
- 1616 c., Madonna della Sanità, dipinto su ardesia, opera custodita nella chiesa di Maria Santissima della Salute.

### Cefalù
- 1616 c., Virgo Lactans, Madonna che allatta Gesù bambino, dipinto su ardesia inserito nell'altare maggiore, attribuzione, opera custodita nella chiesa di Santo Stefano protomartire detta del Purgatorio.

### Cerami
- 1616 c., Madonna che allatta, dipinto su ardesia, opera custodita nel Santuario della Madonna della Lavina.

### Monreale
- Cattedrale di Santa Maria Nuova:

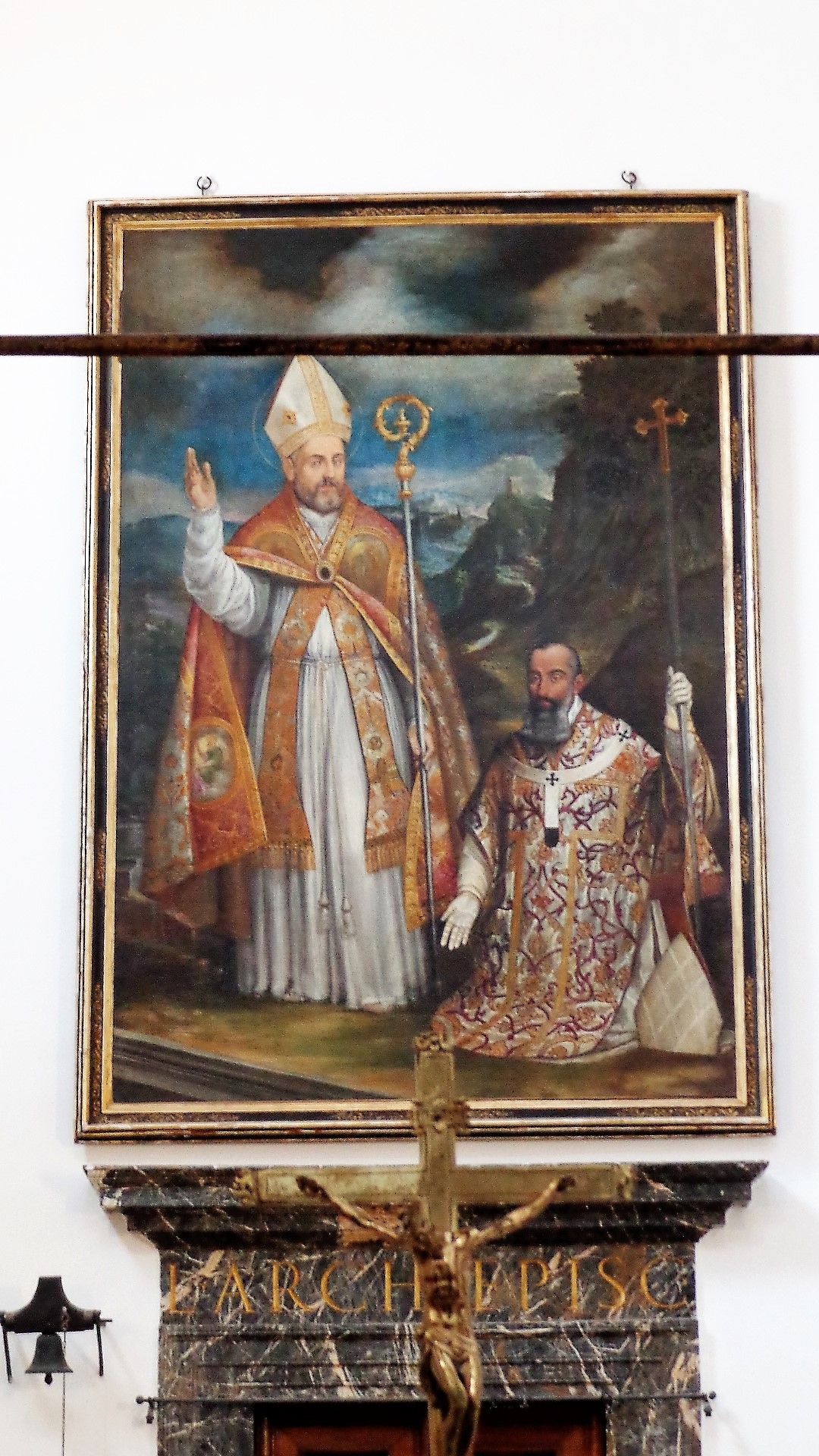
San Castrense e Ludovico II Torres, duomo di Monreale.

  - 1602, San Castrense raffigurato in abiti pontificali e ai suoi piedi in ginocchio, il cardinale Ludovico de Torres che reggendo il pastorale sormontato da una croce, chiede protezione per sé, per la città e la diocesi di Monreale, dipinto, opera custodita nella Cappella di San Castrense.
  - 1606, Mosaici, attività di restauro della decorazione a stucco e del mosaico.
  - 1606c., Affreschi, apparato decorativo documentato nella Cappella di San Benedetto.
- Chiesa del Carmine:
  - 1602, Vergine del Carmelo con Bambino raffigurati con i carmelitani di Sant'Elia, Sant'Angelo Carmelitano, San Simone Stock, Profeta Eliseo e Sant'Alberto degli Abbati. Ai lati una cornice di dieci piccoli riquadri raffiguranti storie dell'Ordine e schiere angeliche, opere custodite nell'abside.[1]
    - Carmelitani mandano una commissione al Papa perché approvi l'Ordine.
    - Il Papa rimanda indietro la commissione con il diniego dell'approvazione.
    - Apparizione in sogno della Vergine, patrocinante l'ordine dei Carmelitani, al Pontefice.
    - Il Pontefice seduto sul soglio approva l'ordine.
    - Moltitudine di fedeli indossa il sacro scapolare.
    - Purgatorio.
    - Anime devote alla Vergine del Carmelo volano in cielo.
    - Gloria di Maria e dei suoi devoti nella visione beatifica del Paradiso.
    - Universale devozione alla Vergine del Carmelo attraverso l'atteggiamento di preghiera di Papi, cardinali, vescovi, imperatori, re, principi e rappresentanti di ogni ceto, ordine e condizione, rappresentata in due riquadri.

  - XVII secolo, Sant'Antonio, dipinto.[1]

- 1603, Sant'Antonio Abate, dipinto, opera documentata nella chiesa di Sant'Antonio Abate.[1]
- XVII secolo, Vergine Maria e San Giovanni Battista, pala d'altare, opera custodita sull'altare maggiore della chiesa di San Castrense.[1]
- 1616c., Madonna delle Grazie, olio su ardesia, opera proveniente dalla collezione Renda Pitti di Palermo e custodita nel Museo diocesano.

### Palermo
- 1617, Decorazioni in finto mosaico, opere documentate nella chiesa dello Spirito Santo dell'Ordine benedettino.
- 1622, Apparato effimero, collaborazione con il figlio alla decorazione dell'arco trionfale del Cassaro richiesto dai gesuiti del Collegio Massimo.

### Piana degli Albanesi
- 1604, Ciclo, commissione di perduti affreschi per la chiesa di Sant'Antonio Abate Il Grande. Un brano del dipinto raffigurante Sant'Antonio Abate trasferito su tela è custodito nella chiesa di San Giorgio Megalomartire.
- 1604, Battesimo di Cristo, affreschi, commissione ciclo di perduti dipinti per il Collegio di Maria.
- 1612, Madonna Odigitria, olio su tela, dipinto custodito nella chiesa della Madonna dell'Itria.